# En tavs historie
|  | Denne artikel er oprettet af botten Steenthbot ud fra en ekstern database. Den kan derfor have sproglige fejl eller mangler. Denne skabelon kan fjernes efter kontrol af indholdet. |

En tavs historie er en dansk dokumentarfilm fra 2023 instrueret af Anders Skovbjerg Jepsen.

## Handling
Instruktør Anders Skovbjerg Jepsen forsøger at forstå hvad der egentlig skete dengang i sommerferierne, da han var barn. Bag lukkede døre foregik der mere end computerspil og uskyldig leg. Fra Anders er 6 år bliver han seksuelt udnyttet af den 13-årige dreng, Peter. Det fortsætter i en årrække i drengenes sommerferier. Ingen opdager det og ingen af de to drenge siger noget til nogen. I dag er begge voksne, og Anders vil konfrontere Peter med det der skete dengang. Peter har ikke delt historien med nogen og har svært ved at tale med Anders om det. Alligevel indvilliger han i at prøve – både for Anders’ og sin egen skyld. Det bliver en gribende fortælling, drevet af ærlighed, som belyser at skyld og skam næres af tavshed og kan kaste lange skygger ind over voksenlivet. Men også at der er håb og lys at finde i at bryde tavsheden og trodse smerten. Jepsens debutfilm, ‘En tavs historie’ er en dybt usædvanlig og helt ubegribelig modig film, der sætter fokus på et tabubelagt emne: Omkring hvert tredje seksuelle overgreb mod børn og unge begås af andre børn og unge under 18 år.